# Thysanina absolvo
Espèce
Thysanina absolvo est une espèce d'araignées aranéomorphes de la famille des Trachelidae.

## Distribution
Cette espèce est endémique de l'État-Libre en Afrique du Sud,.

## Habitat
Elle se rencontre dans le fynbos.

## Description
Les mâles mesurent de 3,63 à 3,9 mm et les femelles de 3,3 à 3,8 mm.

## Publication originale
- Lyle & Haddad, 2006 : A revision of the Afrotropical tracheline sac spider genus Thysanina Simon, 1910 (Araneae: Corinnidae). African Invertebrates, vol. 47, p. 95-116.